# Jérémie Vrielynck
Jérémie Vrielynck (Waregem, 23 mei 2000) is een Vlaams zanger, (stem)acteur, muzikant, componist, songwriter, multi-instrumentalist en producer.

## Achtergrond
Vrielynck is de zoon van Chris Vrielynck en Nathalie Vrielynck-Pattijn en een familielid van de voormalige VRT-acteur René Peeters uit Schipper naast Mathilde. Hij groeide op in Deerlijk.
Op vierjarige leeftijd begon hij verschillende instrumenten te bespelen, waaronder akoestische en elektrische gitaar, bugel en drums; later kwamen daar bas, trompet/cornet en piano bij. Op vijfjarige leeftijd zette hij ook zijn eerste stappen als acteur.
Hij verwierf bekendheid door zijn rol als Jasper in de Ketnetmusical Kadanza en door zijn muzikale doorbraak als soloartiest.
In 2022 studeerde hij af aan het Koninklijk Conservatorium Brussel. Direct daarna verhuisde hij van Deerlijk naar Geel, waar hij samen met Julie Daems een woning verwierf die hij ombouwde tot zijn eigen muziekstudio onder het label JV Records.
Op 21 juni 2025 trad Vrielynck in het huwelijk met actrice Julie Daems: eerst in besloten kring in Toscane en vervolgens officieel te Geel.

## Loopbaan

### Acteur
Vrielynck begon op jonge leeftijd met acteren en vertolkte onder meer de rol van kleine Fons in de spektakelmusical '14-'18 (musical) van Studio 100, in een regie van Frank Van Laecke. Zijn eerste televisieoptreden dateert uit 2009, als figurant in het VRT-programma Peter Live.
In 2015 werd hij bij het grote publiek bekend als Jasper in Kadanza, de eerste mannelijke hoofdrol in de succesvolle musicalreeks van Ketnet en Studio 100, naast Emma Van Abbenyen. De voorstelling kreeg een eigen televisiereeks en theatertour. Eind augustus 2015 ontving Kadanza een gouden plaat voor meer dan 15.000 verkochte cd’s en dvd’s in Vlaanderen, met als bekendste nummer Bouw een brug, gezongen door Vrielynck en Emma.
Hierna was Vrielynck onder meer te zien in Nachtwacht (2015), De zoon van Artan (2015), Muerto! (2016), It's Showtime (2017), Oliver Twist (2017), Kosmoo (2017), seizoen 5 van D5R (2018–2019) en Gesmoor (2020).
In 2021 vervoegde hij de cast van de spektakelmusical '40-'45 (Belgische musical) van Studio 100 in het Pop-Up Theater in Puurs. Op 13 maart 2022 ging De Finale in première in het Proximus Theater in De Panne, waarin Vrielynck de volwassen rol Georges speelde.
Tussen 2022 en 2025 speelde Vrielynck mee in vier theaterproducties van Loge10, waaronder Fientje Beulemans, De Muizenval van Agatha Christie, Florence Foster Jenkins en La Cage aux folles.
Op 17 maart 2024 speelde hij de rol van tieneridool Link Larkin in de Vlaamse première van de Broadwaymusical Hairspray, in een productie van Deep Bridge onder regie van Stany Crets.
In de vernieuwde herneming van 14-18 in 2024–2025 vertolkt Vrielynck de volwassen versie van Fons De Rudder, afwisselend met Jonas Van Geel.
In de zomer van 2025 was Vrielynck te zien in Circus Camille aan de zijde van Camille Dhont, tijdens de zomershow op het strand van Oostende, waarin hij de rol van Luca speelde.

### Muzikale solocarrière
Vrielynck maakte zijn eerste indruk als artiest door zijn deelname aan de vijfde editie van The Voice van Vlaanderen in (2017). Op achttienjarige leeftijd begon hij zijn eigen muziek professioneel uit te brengen; sinds dan schrijft én componeert hij al zijn nummers volledig zelf.
Zijn allereerste solosingle, "Jij", verscheen in 2018, maar pas in 2020 beleefde hij zijn doorbraak met "Alleen bij jou", dat 20 weken genoteerd stond in de Vlaamse Top 50 met een piek op positie 8. De opvolger "Slechte gewoonte" bevestigde zijn status met opnieuw een Top‑10-hit.
Aan het einde van 2020 werd Vrielynck onderscheiden met de prestigieuze Loftrompet in de categorie "Doorbraak 2020".
In 2021 behaalde hij twee extra Top‑10-hits en stond hij dat maar liefst een heel jaar onafgebroken in de hitlijsten.
In de zomer van 2022 volgden de singles "We sluiten de gordijnen" en "Als de zon schijnt"—de laatste, een duet met Sali Haidara, geschreven samen met Yves Guillard en Geert Vanloffelt. Dit nummer fungeerde als het officiële "Vlaanderen Feestlied" (2022), bereikte voor het eerst de reguliere Ultratop 50, en werd genomineerd voor de VRT Zomerhit. In het najaar van 2022 verscheen het duet "Kom jij uit de hemel vallen" met de Nederlandse*Kimberly Fransens, dat vijf weken de Ultratop 30 haalde en piekte op plaats 6 in de Vlaamse Top 30.
Het succes vervolgde zich met twee nieuwe Top‑10-hits: "Ademnood" (2023) en "Bliksemsnel" (2024).
Op 14 februari 2025 bracht hij "Bouw een Brug (Tien jaar later)" uit, precies tien jaar na de première van de Ketnet-musical. Het nummer werd bijzonder goed ontvangen op TikTok en sociale media.
Kort daarna kondigde Vrielynck aan dat hij werkte aan een nieuw soloalbum met een eigentijdse popstijl en persoonlijkere instrumentatie, met minder focus op TikTok‑hits en meer op authentieke songwriting. De eerste single van dat nieuwe oeuvre, "Trouw met mij", kwam uit toen hij zijn vriendin Julie ten huwelijk vroeg. In de zomer van 2025 volgde de tweede single "Laat Me Voelen Dat Ik Leef", die hem ondertussen zijn eigen tiende Top‑10-notering in de Vlaamse Ultratop 30 opleverde.

### Producer en songwriter
Jérémie Vrielynck is niet alleen een getalenteerd solo-artiest, maar ook een toonaangevende producer en songwriter binnen de Vlaamse muziekwereld. Hij begon pas in 2021 met het producen van muziek maar kon al snel een indrukwekkende reeks producties neerzetten..
Hij schreef en producete muziek voor onder andere: Wim Soutaer, Sam Gooris, Salimata, Erik Goossens, De Romeo’s, Daalman, Yannick Bovy, Slongs Dievanongs, Timo Descamps, DISSIPLIN, Lisa del Bo, Marigo Bay, Johan Veugelers, Danny Fabry
, Remi en Diede, Lars Verstraete, Jade De Rijcke, Bruurs (bestaande uit Michiel De Meyer en Martijn Claes), …
In 2024 ging Tot Altijd in première, een musical gebaseerd op het verhaal van Mario Verstraete, een MS-patiënt die jarenlang vocht voor euthanasie in België. Vrielynck werd gevraagd als componist en arrangeur van alle muziek in deze voorstelling en het producen van de promosingle Tot Altijd vertolkt door Jo Hens.
Datzelfde jaar won zijn productie “The Richest Man on the Planet” (duet van Yannick en Slongs) de Sabam Prijs/Loftrompet – Beste Origineel Nummer, en werd ook genomineerd werd voor VRT Zomerhit 2024.
Sinds 2024 is Vrielynck ook actief als creatieve kracht achter de thematische muziek van Pretpark Bobbejaanland, met producties die variëren van park-song, shows tot seizoensgebonden nummers.[8]
In  2025 kende de single “Op het leven” van Sam Gooris, die hij schreef en produceerde, een nieuwe nominatie voor VRT Zomerhit en behaalde een Top‑10-notering in de Vlaamse Tien om te zien.[7]
Vrielynck stond in voor de muzikale productie van de musical "Doornroosje" van DeepBridge (versie2025) in een regie van Stany Crets en schreef en producete ook de muziek voor de nieuwe "Alice In Wonderland" van DeepBridge in 2025.

## Filmografie

### Televisie
- Kadanza (2014/2015) - als hoofdrol Jasper (Studio 100 & Ketnet)
- Nachtwacht (2015), als Boy Scout Troop Leader (Studio 100 & Ketnet)
- De zoon van Artan (2015), als Castle Guard Ward (Ketnet)
- The Voice van Vlaanderen (2017), kandidaat
- It's showtime (2017), als pranker Sven (Koeken Troef)
- Kosmoo (2017), als Theo (Studio 100 & Ketnet)
- D5R (2018/2019), als Tom (Warner Bros)
- De Finale (2021/2022) (Studio 100 & Ketnet)

### Theater
- '14-'18 (2014), als jonge Fons (Studio 100)
- Kadanza (2015), als Jasper[34] (Studio 100 & Ketnet)
- Muerto! (2016), als Jaime (Judas Theaterproducties & Uitgezonderd!)[35]
- Oliver Twist (2017), als Dodger[36] (Loge10 Theaterproducties)
- She Loves Me (2020), als hoofdrol George Nowack (Conservatorium Brussel)
- '40-'45 (2021), in het ensemble (Studio 100)
- De Finale (2022), als Joris/Georges (Studio 100 & Ketnet)
- Fientje Beulemans (2022), als Isidoor Meulemeester (Loge10 Theaterproducties)
- The Mousetrap (2023), als Giles Ralston (Loge10 Theaterproducties)
- Florence Foster Jenkins (2023/2024), als Cosmé McMoon (Loge10 Theaterproducties)
- BOSSEN (2023/2024), als zichzelf (Van de makers van Stefano Keizers)
- Hairspray (2024), als Link Larkin (DeepBridge)
- '14-'18 (2024/2025), als Fons De Rudder (Studio 100)
- Doornroosje (2025), als Prins (DeepBridge)
- La Cage aux folles (2025), als Laurent
- Circus Camille (2025), als Luca

### Film
- Kadanza (2014/2015) - als hoofdrol Jasper (Studio 100 & Ketnet)
- Gesmoor (2020) - als Jef (EDTV - Uitgezonderd.)
- Sint Ahoy (2023) - Als Pelle (MovieCompany)

### Nasynchronisatie
- Presto (2022) - als Truman/Mik/Wilder (Ketnet, The Imagine & Sound Factory)
- Magnus - The Last Warrior (2023) - als Magnus (MovieCompany)
- Bureau Voor Harige Spionnen (2025) - als Giovanni Willis (ND Pictures)

## Discografie

### Singles
| Single met hitnotering(en) in de Vlaamse Ultratop 50                 | Datum van verschijnen | Datum van binnenkomst | Hoogste positie | Aantal weken | Opmerkingen                                           |
| -------------------------------------------------------------------- | --------------------- | --------------------- | --------------- | ------------ | ----------------------------------------------------- |
| Jij                                                                  | 25-05-2018            | -                     | -               | -            |                                                       |
| Mezelf zijn                                                          | 12-10-2018            | 20-10-2018            | tip             | -            | Nr. 32 in de Vlaamse Top 50                           |
| Julie                                                                | 12-04-2019            | 04-05-2019            | tip             | -            | Nr. 49 in de Vlaamse Top 50                           |
| Alleen bij jou                                                       | 22-05-2020            | 30-05-2020            | tip 2           | -            | Nr. 8 in de Vlaamse Top 50                            |
| Slechte gewoonte                                                     | 30-10-2020            | 07-11-2020            | tip 8           | -            | Nr. 7 in de Vlaamse Top 50                            |
| Als je hem achterlaat                                                | 05-03-2021            | 13-03-2021            | tip 2           | -            | Nr. 6 in de Vlaamse Top 50                            |
| Zie ik jou ooit weer                                                 | 04-06-2021            | -                     | -               | -            | Nr. 9 in de Vlaamse Top 30                            |
| Tot er niets meer overblijft                                         | 08-10-2021            | -                     | -               | -            | Nr. 11 in de Vlaamse Top 30                           |
| We sluiten de gordijnen                                              | 06-05-2022            | -                     | -               | -            | Nr. 12 in de Vlaamse Top 30                           |
| Als de zon schijnt                                                   | 22-06-2022            | 02-07-2022            | 34              | 2            | duet met Sali Haidara Nr. 7 in de Vlaamse Top 30      |
| Kom jij uit de hemel vallen                                          | 28-10-2022            | 19-11-2022            | 43              | 5            | duet met Kimberly Fransens Nr. 6 in de Vlaamse Top 30 |
| ADEMNOOD                                                             | 28-04-2023            | -                     | -               | -            | Nr. 10 in de Vlaamse Top 30                           |
| BLIKSEMSNEL                                                          | 16-02-2024            | -                     | -               | -            | Nr. 8 in de Vlaamse Top 30                            |
| Waarheid, Durven of Doen                                             | 31-05-2024            | -                     | -               | -            | Nr. 6 in de Vlaamse Top 30                            |
| Bobbejaanland - Een Hoed Vol Avontuur                                | 12-07-2024            | -                     | -               | -            | n.v.t.                                                |
| Bobbejaanland - Het Is Halloween                                     | 12-10-2024            | -                     | -               | -            | n.v.t.                                                |
| Jérémie Vrielynck, Emma Van Abbenyen - Bouw Een Brug (10 Jaar Later) | 14-02-2025            | -                     | -               | -            | Nr. 28 in de Vlaamse Top 30                           |
| Jérémie Vrielynck - Trouw Met Mij                                    | 04-04-2025            | -                     | -               | -            |                                                       |
| Jérémie Vrielynck - Laat Me Voelen Dat Ik Leef                       | 30-05-2025            | -                     | -               | -            | Nr. 8 in de Vlaamse Top 30                            |

### Externe singles
| Single                        | Datum van verschijnen | Opmerkingen                  |
| ----------------------------- | --------------------- | ---------------------------- |
| Bouw een brug (duet met Emma) | 20-03-2015            | Single van het album Kadanza |
| Ga met mij (duet met Fiene)   | 11-03-2016            | Single van het album Muerto! |

### Externe albums
| Album   | Datum van verschijnen | Opmerkingen                                                                             |
| ------- | --------------------- | --------------------------------------------------------------------------------------- |
| Kadanza | 20-03-2015            | Uit de gelijknamige musical Kadanza met de grootste hits van tien jaar Junior Eurosong. |
| Muerto! | 11-03-2016            | Uit de gelijknamige musical Muerto!                                                     |

### Producer
Naast veel van zijn eigen nummers produceerde Vrielynck de volgende nummers voor andere artiesten:
| Artiest en titel                                            | Datum van verschijnen | Pieknotering in de Vlaamse Top 30 |
| ----------------------------------------------------------- | --------------------- | --------------------------------- |
| Timo Descamps - Nu ik jou ken                               | 23-04-2021            | –                                 |
| Timo Descamps - Pretend you're mine                         | 16-06-2021            | –                                 |
| Guillaume Devos - Vlinders                                  | 27-08-2021            | 13                                |
| Timo Descamps - Jij bestaat                                 | 24-09-2021            | 13                                |
| Wim Soutaer - Vergeef mij                                   | 29-10-2021            | 20                                |
| Timo Descamps - Nu is het aan mij                           | 18-02-2022            | 22                                |
| Remi & Diede - Nog even                                     | 11-03-2022            | –                                 |
| Jade De Rijcke - When I cry (acoustic)                      | 16-03-2022            | n.v.t.                            |
| Wim Soutaer - Jij voor mij                                  | 20-05-2022            | –                                 |
| Lars Verstraete - Waiting for the summer                    | 17-06-2022            | n.v.t.                            |
| Guillaume Devos - Laatste eerste keer                       | 02-09-2022            | –                                 |
| Lars Verstraete - Don't let go                              | 09-09-2022            | n.v.t.                            |
| Yasmine Alves - Wrong but yet so good                       | 16-09-2022            | n.v.t.                            |
| Bert Van Renne - Mag ik nog hopen                           | 14-10-2022            | –                                 |
| Bruurs - Tindernet                                          | 21-10-2022            | –                                 |
| Timo Descamps - Opnieuw                                     | 04-11-2022            | –                                 |
| Salimata - What it is                                       | 11-11-2022            | n.v.t.                            |
| Erik Goossens - Ik blijf                                    | 27-01-2023            | 10                                |
| Daalman - Brand                                             | 27-01-2023            | 16                                |
| Wim Soutaer - We doen het morgen                            | 10-02-2023            | 9                                 |
| ZITA - Arcade                                               | 31-03-2023            | n.v.t.                            |
| Yasmine Alves - Ride                                        | 07-04-2023            | n.v.t.                            |
| Marigo Bay - All my fault                                   | 09-06-2023            |                                   |
| De Romeo's - Dag van goud                                   | 09-06-2023            | 28                                |
| Nickelodeon @Bobbejaanland - Meet Nickelodeon               | 01-07-2023            | n.v.t.                            |
| ZITA - Better without                                       | 13-10-2023            | n.v.t.                            |
| Marigo Bay - Trippin'                                       | 20-10-2023            | n.v.t.                            |
| Wim Soutaer - Ik drink op jou                               | 27-10-2023            | 8                                 |
| Yannick Bovy - Happy New Year old friend                    | 24-11-2023            | n.v.t.                            |
| Lisa Del Bo - Adem                                          | 12-01-2024            | 27                                |
| Jo Hens - Tot Altijd                                        | 12-01-2024            | –                                 |
| Yannick Bovy & Songs - The Richest Man On The Planet        | 14-06-2024            | 10                                |
| Bobbejaanland - Een Hoed Vol Avontuur                       | 12-07-2024            | n.v.t.                            |
| BYNK - Always About You                                     | 20-08-2024            | n.v.t.                            |
| Bobbejaanland - Het Is Halloween                            | 12-10-2024            | n.v.t.                            |
| Marigo Bay - Watch It Burn                                  | 01-11-2024            | n.v.t.                            |
| Sam Gooris - Dansen                                         | 15-11-2024            | 5                                 |
| Er Was Eens... Sprookjeswandeling                           | 29-11-2024            |                                   |
| Gio Vano - Oeh la la                                        | 10-01-2025            | –                                 |
| Wim Soutaer - Laat Me Vrij                                  | 17-01-2025            |                                   |
| Marigo Bay - Dirty Mind                                     | 21-03-2025            | –                                 |
| Danny Fabry - Veel Te Mooi                                  | 30-04-2025            | –                                 |
| Johan Veugelers - Ik Ga Ervoor                              | 02-05-2025            | –                                 |
| Sam Gooris - Op Het Leven                                   | 05-05-2025            | 9                                 |
| Bobbejaanland, Bobbejaan Schoepen - Bobbejaan Schoepenplein | 18-05-2025            | –                                 |
| Marigo Bay - Sabrina                                        | 22-05-2025            | –                                 |
| Wim Soutaer - Als We Gaan Dansen                            | 22-05-2025            | 21                                |
| Blitz - Helden van de zon (Mambo Jambo)                     | 24-05-2025            | –                                 |
| Marigo Bay - Less Than Average                              | 08-08-2025            | –                                 |

## Onderscheidingen en nominaties
- 2014 - Ketnet-programma van het jaar (Het gala van de gouden K's) met Junior Musical (genomineerd)
- 2015 - Gouden plaat voor het album van Kadanza
- 2020 - Loftrompetten categorie 'Doorbraak 2020' (gewonnen)[37]
- 2020 - Loftrompetten categorie 'Beste Mannelijke Artiest 2020' (genomineerd)
- 2021 - Deerlijkse Deureduwer (genomineerd)
- 2021 - Loftrompetten categorie 'Beste Mannelijke Artiest 2021' (genomineerd)
- 2022 - Radio 2 Zomerhit 2022 (genomineerd)
- 2022 - Loftrompetten categorie 'Beste Mannelijke Artiest 2022' (genomineerd)
- 2022 - Loftrompetten categorie 'Beste Videoclip van 2022' (genomineerd)
- 2023 - Loftrompetten categorie 'Beste Mannelijke Artiest 2023' (genomineerd)
- 2023 - Loftrompetten categorie 'Beste Duet van 2023' (genomineerd)
- 2023 - Loftrompetten categorie 'Beste Videoclip van 2023' (genomineerd)
- 2024 - Radio 2 Zomerhit 2024 (Producer: ‘The Richest Man on the Planet - Yannick Bovy & Songs')
- 2024 - Sabam Prijs / Loftrompet voor beste originele nummer (Producer: ‘The Richest Man on the Planet)
- 2024 - Radio 2 Zomerhit 2025 (Songwriter/Producer: ‘Op Het Leven - Sam Gooris')